# Curimata inornata
Curimata inornata es una especie de peces de la familia Curimatidae en el orden de los Characiformes.

## Morfología
Los machos pueden llegar alcanzar los 13,6 cm de longitud total.

## Alimentación
Es detritívoros.

## Hábitat
Vive en zonas de clima tropical.

## Distribución geográfica
Se encuentran en Sudamérica: río Tocantins y  cuenca del río Amazonas.